# Namgyal Qusar
Namgyal Qusar né en 1960 au Tibet est docteur en médecine tibétaine traditionnelle et directeur du département de recherche de l'Institut de médecine et d'astrologie tibétaine. 

## Biographie
Namgyal Qusar est né en 1960 au Tibet. Alors qu'il est âgé de 6 mois, lui et ses parents se réfugient en Inde. Il est formé à l'école de Simla et à 21 ans, il commence des études de médecine tibétaine traditionnelle au Institut de médecine et d'astrologie tibétaine à Dharamsala, un cycle d'étude de 6 à 7 ans. 
Depuis 1987, il dirige le département de recherche de l'Institut de médecine et d'astrologie tibétaine. 
En 1998, il donna une conférence à Washington au congrès international sur la médecine tibétaine. 
En 1995, il publie Médecine tibétaine et alimentation. L'ouvrage explique les grandes lignes de la médecine tibétaine et ses relations avec l'interdépendance dans le bouddhisme tibétain. Il montre que cette médecine est notablement efficace sur les maladies chroniques, dont les affections inflammatoires du foie comme l'hépatite. Il indique des régimes alimentaires appropriés pour l'insomnie, la constipation, les refroidissements, l'anorexie, le diabète, l'asthme et l'arthrite. 
Pour le docteur Qusar, la médecine et le bouddhisme tibétain sont liés. Le bon fonctionnement du corps est associé au calme mental enseigné par le bouddhisme. Pour Qusar, du corps et de l'esprit, ce dernier est primordial dans le contrôle. L'essence du bouddhisme est, pour lui, d'accepter la situation telle qu'elle est, bonne ou mauvaise, marquant un premier pas avant de tâcher de la changer. La discipline de l'esprit permet de modifier nos karmas et la loi de cause à conséquence.  
Selon Mayank Chhaya (en), Qusar met l'accent sur la prévention et les capacités curatives de la médecine tibétaine. Pour Qusar, l'aspect astrologique de la médecine tibétaine qu'il n'a pas étudié est relativement nouvelle. Selon lui, c'est en 1916 que le 13e dalaï-lama lia les deux disciplines, leur convergence étant plus philosophique que médical.

## Ouvrages
- Namgyal Qusar, Jean-Claude Sergent, Médecine tibétaine et alimentation, Calmann-Lévy, 1995,  (ISBN 2702124674)